# منصور جوهر
منصور سالم جوهر، حارس مرمى سعودي، يلعب حاليًا في نادي هجر.
لعب مع الشباب والقيصومة والشعلة وأبها والفيحاء وهجر.

## روابط خارجية
- منصور جوهر على موقع قاعدة بيانات كرة القدم.إي يو (الإنجليزية)
- منصور جوهر على موقع Soccerway.com (الإنجليزية)
- منصور جوهر على موقع كووورة